# Sintesi di Strecker
La sintesi di Strecker degli amminoacidi, messa a punto da Adolph Strecker, è una serie di reazioni chimiche che produce un aminoacido partendo da un'aldeide (o un chetone) L'aldeide viene condensata con cloruro d'ammonio in presenza di cianuro di potassio a dare un α-aminonitrile, che viene successivamente idrolizzato nell'amminoacido. Nella reazione originale di Strecker, l'acetaldeide è stata fatta reagire con ammoniaca e acido cianidrico per dare, dopo idrolisi, l'alanina.
L'uso di sali di ammonio produce amminoacidi non sostituiti, la reazione può essere condotta anche con ammine primarie o secondarie a dare amminoacidi N-sostituiti; la sostituzione delle aldeidi con i chetoni porta invece ad ottenere amminoacidi α,α-disostituiti.
La sintesi originale condotta nel 1850 diede α-amminonitrili racemi, l'utilizzo di ausiliari o catalizzatori chirali consente di condurre sintesi asimmetriche.

## Meccanismo di reazione
Il meccanismo di reazione è schematizzato in figura. Nel primo stadio, l'aldeide [1] reagisce con l'ammoniaca in una reazione di addizione nucleofila a dare la semiamminale [3], la quale lega un protone e forma uno ione imminio [5] per eliminazione di acqua. Una seconda addizione nucleofila dello ione cianuro produce l'amminonitrile [6].

Sintesi di Strecker
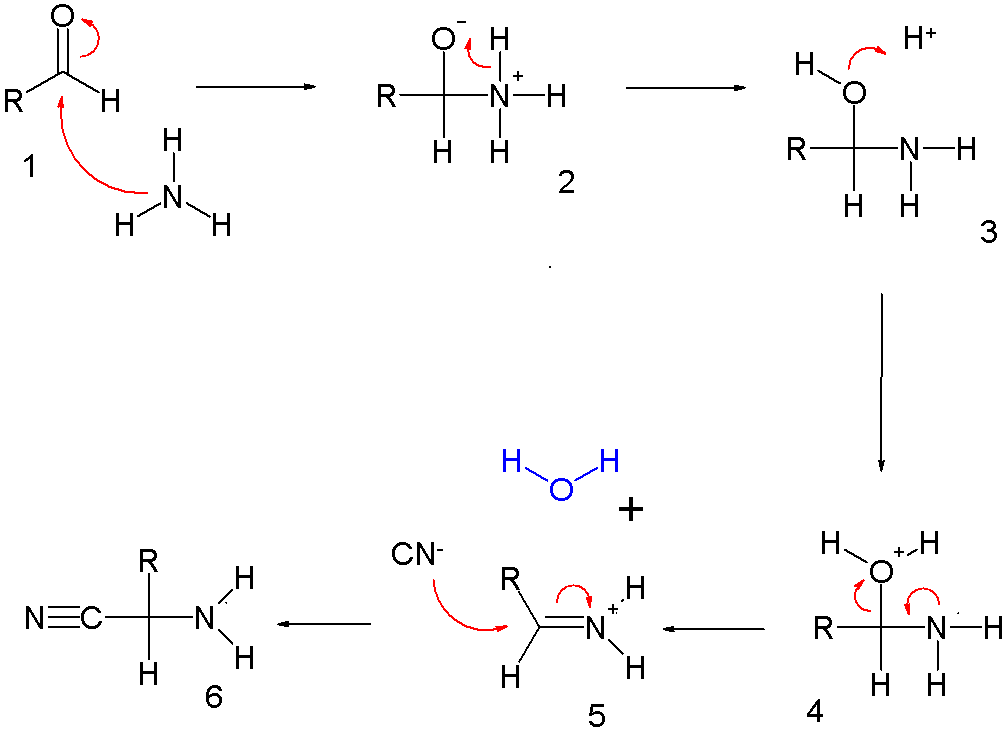
I stadio
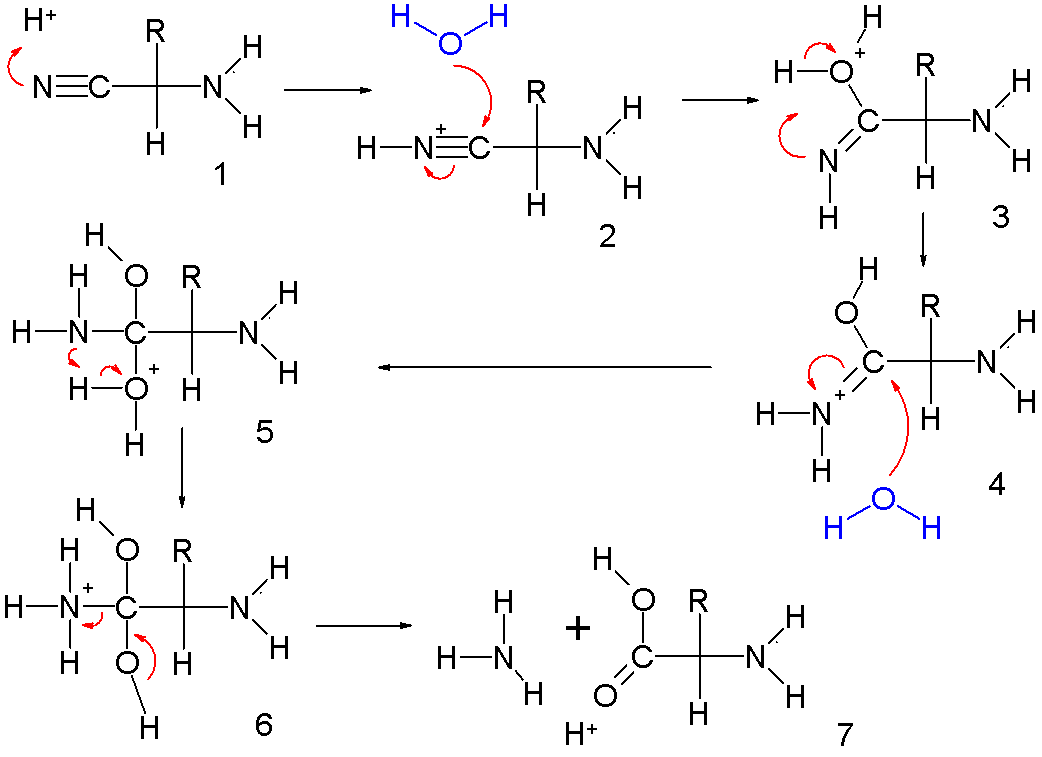
II stadio

Nel secondo stadio un protone attiva l'amminonitrile [1] all'addizione nucleofila di due equivalenti di acqua producendo l'intermedio [6], il quale perde ammoniaca e un protone a dare il prodotto finale [7].

## Sintesi asimmetrica
Le reazioni di Strecker asimmetriche furono studiate inizialmente da Kaoru Harada nel 1963 . Sostituendo l'ammoniaca con la (S)-α-feniletilammina come ausiliario chirale, il prodotto finale fu alanina chirale.
La prima sintesi asimmetrica condotta per mezzo di catalizzatori chirali risale invece al 1966.

## Applicazioni
Un esempio di applicazione attuale della sintesi di Strecker è la sintesi su scala industriale di un derivato della L-valina partendo dal 3-metil-2-butanone: